# Auguste Le Hérissé

Wappen der Familie Le Hérissé

Auguste Louis René Joseph Le Hérissé (* 29. März 1876 in Antrain, Département Ille-et-Vilaine; † 11. September 1953) war zu Anfang des 20. Jahrhunderts französischer Administrator von Dahomey und heiratete dort eine Prinzessin aus der königlichen Familie.
Sein Hauptwerk L’ancien Royaume du Dahomey über dieses alte afrikanische Königreich stellt dessen Gebräuche, Religion und Geschichte dar und gilt als ein ethnologischer Klassiker.

## Werke
- L’ancien Royaume du Dahomey. Mœurs, religion, histoire. Larose, Paris 1911 Digitalisat